# Linia kolejowa nr 281
Linia kolejowa nr 281 – częściowo zelektryfikowana linia kolejowa łącząca Oleśnicę z Chojnicami przez Milicz, Krotoszyn, Jarocin, Wrześnię, Gniezno, Janowiec Wielkopolski, Kcynię, Nakło n. Notecią i Więcbork. Linia kolejowa znaczenia państwowego na odcinku Oleśnica – Milicz.
Położona w granicach czterech województw – pomorskiego, kujawsko-pomorskiego, wielkopolskiego i dolnośląskiego – oraz na obszarze działania PKP PLK Zakładów Linii Kolejowych w Gdyni, Bydgoszczy, Poznaniu, Ostrowie Wielkopolskim i Wrocławiu. Linia na całej długości wyposażona jest w elektromagnesy SHP.
W latach 2012–2018 na odcinku z Jarocina do Chojnic ruch pasażerski był wstrzymany. Rozważana jest reaktywacja w przyszłości odcinka Gniezno – Nakło jako jednego z wariantów połączenia kolejowego z Bydgoszczy do Kcyni. Ponowna reaktywacja połączeń Gniezno – Września – Jarocin miała miejsce od 13 maja 2013 do 28 czerwca 2013. Uruchomiono 2 pary pociągów regio kursujących w dni robocze. 8 czerwca 2018 odbył się przejazd promocyjny, inaugurujący przywrócenie od 10 czerwca 2018 dla potrzeb pracowników budowanej fabryki Volkswagena pod Wrześnią ruchu pociągów na odcinku Jarocin – Gniezno w liczbie 6 par.
Na przełomie 2015 i 2016 wykonano prace budowlane w Orzechowie (budowa mostu nad Wartą wraz z infrastrukturą towarzyszącą, remont toru nr 1 na odcinku Orzechowo - Żerków), podłączono bocznicę do fabryki Volkswagen w Białężycach oraz wyremontowano tor nr 2 na szlaku Miłosław - Września wraz z wydłużeniem głowicy stacyjnej. Na przełomie 2016 i 2017 rozpoczął się remont odcinka Grabowno Wielkie – Zduny. Na przełomie lat 2017/2018 planowane były remonty odcinków Orzechowo – Książno i Książno – Chwalibogowo, z czego wykonano remont odcinka Książno – Chwalibogowo w torze nr 1, natomiast na odcinku Orzechowo – Miłosław remont odbył się w późniejszym terminie.

## Historia

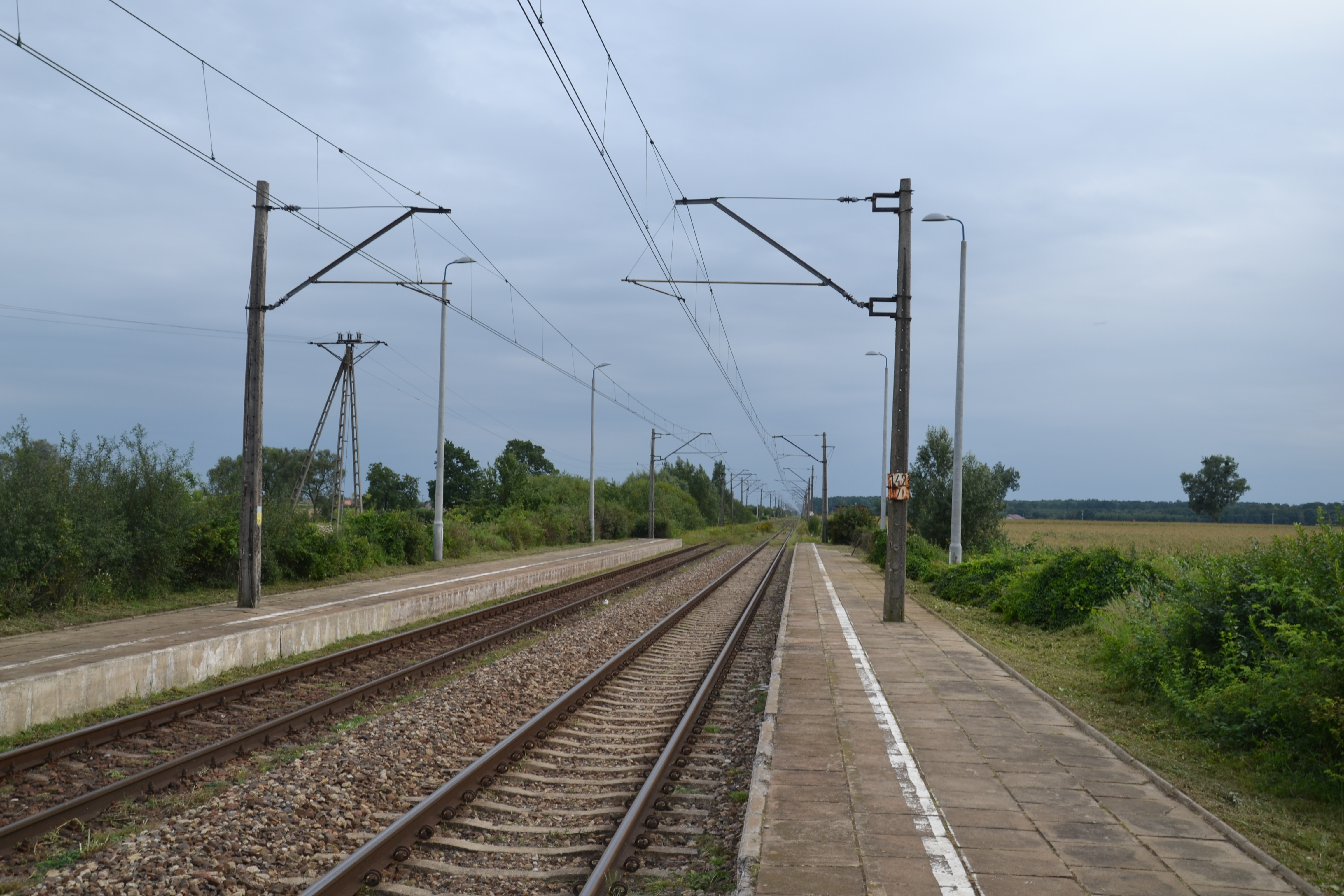
Przystanek kolejowy w Marzeninie

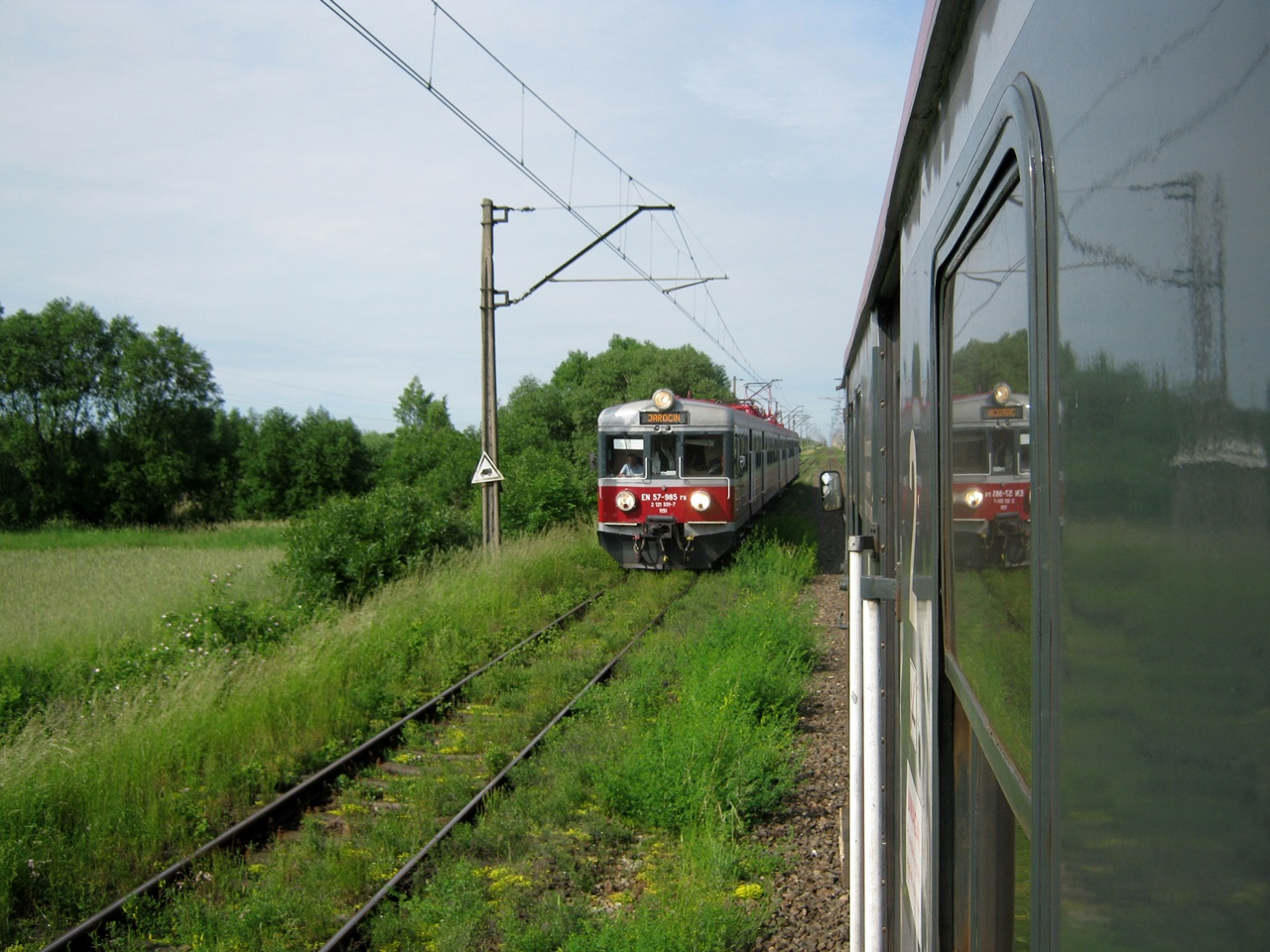
Mijanka pociągów Regio – odcinek Września – Jarocin

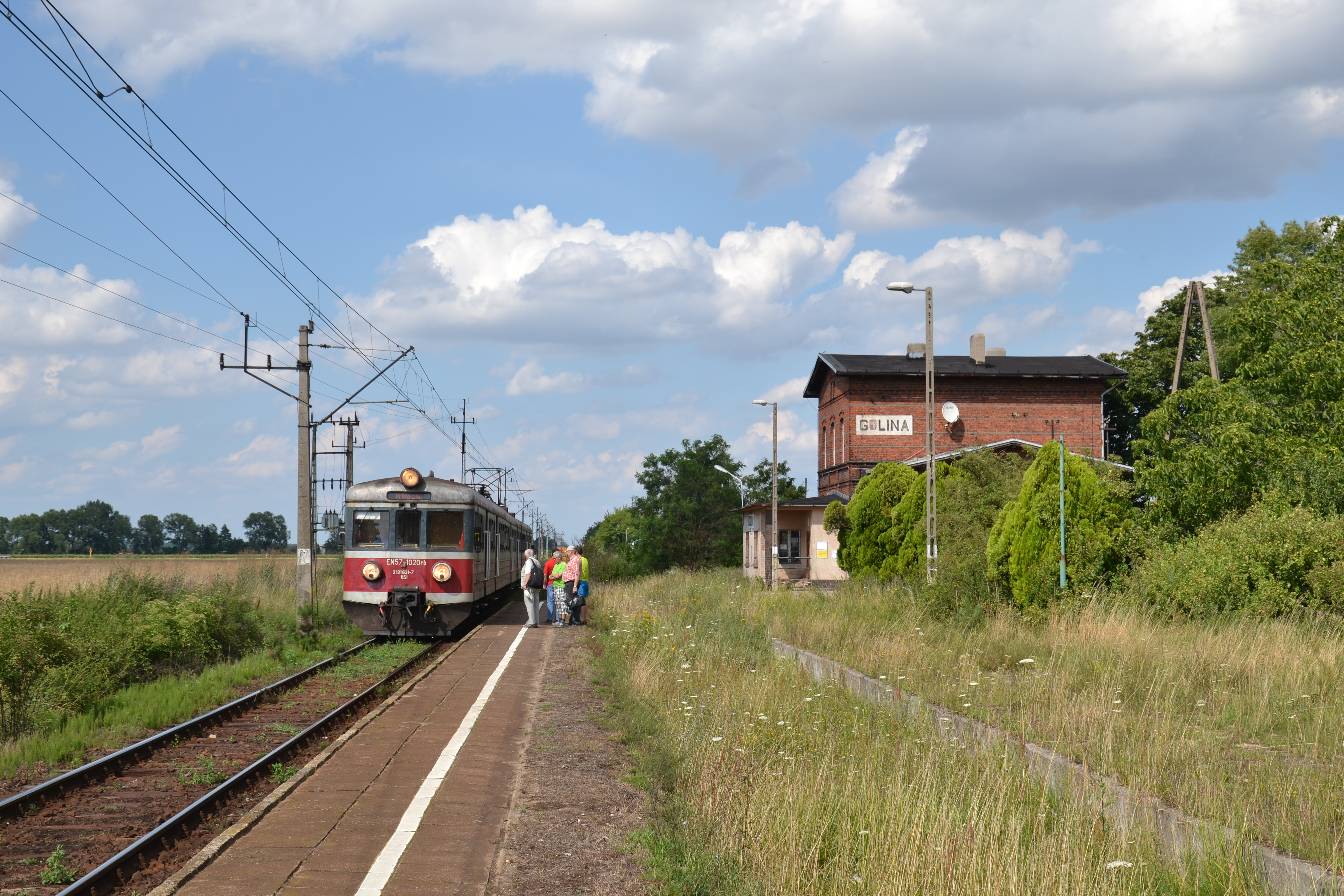
Dawna stacja, a obecnie przystanek w Golinie

Powstanie trasy z Oleśnicy do Gniezna nastąpiło dzięki właścicielom ziemskim ze Śląska i południowej Wielkopolski. Obserwując w 1868 prace nad przygotowaniami do budowy linii z Poznania do Torunia oraz Bydgoszczy, postanowili o budowie szlaku zmierzającego do Gniezna. Nowa linia miała połączyć Oleśnicę z Gnieznem przez Milicz, Cieszków, Zduny, Krotoszyn, Koźmin Wielkopolski, Nowe Miasto nad Wartą i Wrześnię. Planowany szlak połączyłby Kolej Prawego Brzegu Odry (wiodącą z Wrocławia przez Oleśnicę do Tarnowskich Gór) z trasą Poznań – Toruń. Nowa linia znacząco skróciłaby czas transportu węgla z GOP-u do portów bałtyckich. Zawiązało się konsorcjum na rzecz budowy linii, w którego skład wchodzili książę Thurn und Taxis z Krotoszyna, urzędujący nadprezydent prowincji śląskiej, hrabia Otto zu Stolberg-Wernigerode oraz wolny pan stanowy Wielki Komorzy Dziedziczny Księstwa Śląskiego hrabia August von Maltzan z Milicza. W tym samym czasie powstał komitet budowy linii kolejowej z Poznania przez Nowe Miasto nad Wartą i Pleszew do granicy państwa w kierunku Kalisza (zabór rosyjski). W kwietniu 1868 Minister Handlu, Przemysłu i Robót Publicznych wydał pozwolenie na podjęcie wstępnych prac studyjnych na tym szlaku, a konsorcjum udzieliło zgody na prowadzenie analogicznych robót jedynie na trasie z Oleśnicy do Nowego Miasta nad Wartą. Dzięki zabiegom członków konsorcjum udało się uzyskać zgodę na prace na pozostałym odcinku z Nowego Miasta nad Wartą do Gniezna. Prace przygotowawcze na tym odcinku wykonano w latach 1870-1871, a informacje przedłożono do zatwierdzenia w Ministerstwie Handlu, Przemysłu i Robót Publicznych. 17 czerwca 1872 król pruski Wilhelm I podpisał Towarzystwu Kolei Oleśnicko-Gnieźnieńskiej akt koncesyjny na budowę i późniejszą eksploatację linii Oleśnica – Gniezno. Dokument zakładał, że linia musi zostać ukończona i uruchomiona w ciągu trzech lat od dnia udzielenia koncesji. Budowę trasy powierzono 16 kwietnia Przedsiębiorstwu Budowy Kolei F. Plessner i Sp. Spółka Komandytowa. 16 maja i 2 września 1872 zatwierdzono statut ukonstytuowanego oficjalnie Towarzystwa Kolei Oleśnicko-Gnieźnieńskiej.
Prace rozpoczęły się wiosną 1873, w okresie kryzysu gospodarczego w Rzeszy Niemieckiej. Już w 1874 zabrakło funduszy na wykonanie prac, co groziło wstrzymaniem budowy linii. 30 czerwca dyrekcja kolei przejęła od firmy Plessnera dalsze prowadzenie budowy, aż do jej ukończenia na rachunek firmy Plessnera. Brak środków finansowych zażegnano poprzez sprzedaż akcji uprzywilejowanych przez nowe instytucje finansowe, na czele których stanęło Berlińskie Towarzystwo Handlowe. Dzięki tym działaniom udało się doprowadzić inwestycję do końca. 26 czerwca 1875 nastąpił odbiór linii na odcinku Oleśnica – Krotoszyn, a 30 czerwca 1875 rozpoczęto eksploatację całego szlaku. 4 lipca urządzono oficjalne otwarcie linii. Linia była jednotorowa, jej długość wynosiła 161,75 km. Budowa linii trwała 2 lata i kwartał. Trudności finansowe spowodowały, że niektóre instalacje czy obiekty nie były ukończone lub miały charakter tymczasowy. Koszty budowy oszacowano na 20,90 mln marek. Uruchomione połączenie umożliwiło lepsze skomunikowania terenów przygranicznych Królestwa Polskiego ze Szczecinem i Hamburgiem oraz prowincji poznańskiej ze śląską. Stacja w Oleśnicy ułatwiała szybsze połączenie Górnego Śląska z Bydgoszczą i Toruniem.
Na szlaku kolei znalazło się 14 stacji oraz przystanków, na których ustawiono 13 budynków dworcowych, w tym 2 – w Jarocinie i Gnieźnie – prowizoryczne. Na potrzeby linii wzniesiono 14 magazynów towarowych, 5 lokomotywowni z 24 stanowiskami dla lokomotyw, 32 domy dróżników i wartowników. Tabor kolei pod koniec 1875 liczył 25 parowozów, 48 wagonów osobowych i 456 towarowych. W Oleśnicy zlokalizowano warsztaty naprawcze.
Już w czasie budowy linii planowano przedłużyć ją z Gniezna do Nakła (stacja Ostbahn). Kolej przeszła w zarząd pruskich kolei państwowych w 1884 w efekcie procesu nacjonalizacji różnych spółek kolejowych. Podporządkowanie kolei państwu oznaczało okres rozwoju połączonego wraz z modernizacją. Przed nacjonalizacją towarzystw (Kolej Poznańsko-Toruńsko-Bydgoska oraz Kolej Oleśnicko-Gnieźnieńska), 21 maja 1883 pruski Landtag na mocy tzw. ustawy o kolejach drugorzędnych (Sekundarbahn-Gesetz) zatwierdził budowę linii bocznej z Gniezna do Nakła. Przyznane środki wynosiły 4,88 mln marek niemieckich. Planowano połączyć Nakło z Chojnicami, dzięki czemu by uzyskano dostęp do tranzytowej trasy Królewskiej Kolei Wschodniej. Powstanie nowej trasy wiązało się z modernizacją gnieźnieńskiej stacji poprzez budowę nowych torów, powiększenie lokomotywowni, modernizację wież ciśnień i systemu wodociągów. Linię Gniezno – Nakło o długości 73,2 km oddano do użytku 1 listopada 1887. 8 kwietnia 1889 Landtag uchwalił w ustawie o kolejach drugorzędnych budowę kolei z Nakła do Chojnic. Liczący 75 km odcinek z Nakła do Chojnic otwarto 1 października 1894. Przeciążenie wieloma inwestycjami Dyrekcji Kolei w Bydgoszczy spowodowało opóźnienia w budowie tej trasy. W drugiej połowie 1906 przystąpiono do przebudowy linii z Gniezna do Jarocina na dwutorową.
Elektryfikację odcinka Gniezno – Jarocin przeprowadzono w latach 1974-1975.
Ruch na trasie Chojnice – Nakło nad Notecią – Gniezno został zamknięty 24 czerwca 2000. 16 kwietnia 2011 trasą tą przejechał pociąg specjalny relacji Chojnice – Więcbork – Nakło – Kcynia – Damasławek – Janowiec Wlkp. – Gniezno z lokomotywą SU45 i historycznymi wagonami Bhp. Kilka lat później, 28 maja 2016, miał miejsce kolejny przejazd – z Chojnic do Kcyni z lokomotywą SU42.

### Remont
Ze względu na stan techniczny konieczne było wprowadzenie licznych ograniczeń prędkości. 20 stycznia 2017 zlecono ZRK DOM Poznań remont toru nr 2 na odcinku Września – Gniezno, natomiast w latach 2016-2017 zlecono spółce Dolkom prace na odcinku Dąbrowa Oleśnicka – Grabowno Wielkie, co skutkowało odwołaniem ograniczeń prędkości.
4 sierpnia 2017 PKP PLK podpisały umowę z przedsiębiorstwem Torpol na modernizację odcinka Grabowno Wielkie – Zduny. Umowa obejmowała między innymi odtworzenie stacji Bukowice Trzebnickie.
18 lipca 2017 PKP PLK podpisały z konsorcjum Alusta Poznań – Dolkom Wrocław umowę na remont linii na odcinku Września – Gniezno. 3 października PKP PLK wybrały konsorcjum KB Plus, Domost Małkinia i Settler Poznań na wykonawcę remontu toru nr 1 na odcinku Orzechowo – Miłosław – Książno. W wyniku tych prac przywrócona została prędkość 100–120 km/h dla pociągów pasażerskich i 60–80 km/h dla pociągów towarowych. 9 listopada 2017 podpisano umowę z firmą ZRK DOM z Poznania na remont toru nr 1 na odcinku Książno – Chwalibogowo. W wyniku tych prac prędkość została podniesiona do 120 km/h dla pociągów pasażerskich i 80 km/h dla pociągów towarowych. 7 maja 2018 ogłoszono ponowny przetarg na remont toru kolejowego nr 1 na odcinku Orzechowo – Miłosław. Wymieniona została nawierzchnia, zdemontowane zostały istniejące skrzyżowania torów, wymianie uległy urządzenia sieci trakcyjnej i rozjazdy. W wyniku prac prędkość została podniesiona do 120 km/h. 20 czerwca 2018 wybrano wykonawcę remontu toru nr 1 z Orzechowa do Miłosławia. 8 września 2019 roku wybrano wykonawcę robót dodatkowych na linii kolejowej nr 281 na odcinku Grabowno Wielkie – Zduny. Prace obejmowały wzmocnienie podtorza, naprawę skarp nasypów, poprawę widoczności na przejazdach oraz zabudowę komputerowego sterowania ruchem.
W październiku 2020 roku zlecono spółce ZRK DOM Poznań remont toru nr 1 na odcinku Miłosław – Książno. Naprawie ulega nawierzchnia kolejowa, urządzenia sterowania ruchem kolejowym, przepusty oraz przejazdy kolejowo–drogowe. Punktowo wzmocniono podtorze. Roboty obejmują także branżę automatyki. W wyniku prac przewidziane jest podniesienie prędkości z 50 do 120 km/h.
8 czerwca 2018 odbyło się inauguracyjne połączenia na linii Gniezno – Września – Jarocin, a 10 czerwca 2018 połączenie zostało wznowione na stałe.
4 października 2021 ogłoszono przetarg na wykonanie prac projektowych i robót budowlanych na linii kolejowej nr 281 Oleśnica – Chojnice na odcinku Koźmin Wielkopolski – Jarocin w torze nr 1 od km 78,352 do km 92,175 w ramach projektu pn. Prace na liniach kolejowych nr 281, 766 na odcinku Oleśnica–Łukanów–Krotoszyn–Jarocin–Września–Gniezno. W ramach prac wymieniona została nawierzchnia torowa na szlaku Koźmin Wielkopolski – Jarocin, wzmocnione zostało podtorze, wymienione zostały sygnalizatory przejazdowe. Nieznacznej przebudowie uległa stacja w Koźminie Wielkopolskim (przebudowa peronu na wyspowy, wymiana rozjazdów), dzięki czemu wyeliminowane zostały ograniczenia prędkości do 40 km/h, a prędkość szlakowa pociągów pasażerskich wzrosła z 60-80 km/h do 120 km/h. Prace ukończono w kwietniu 2024 roku.
W kwietniu 2024 roku ogłoszono przetarg na wykonanie prac projektowych i robót budowlanych na linii kolejowej nr 281 Oleśnica – Chojnice na odcinku Koźmin Wielkopolski – Jarocin w torze nr 1 od km 63,553 do km 78,352 w ramach projektu pn. Prace na liniach kolejowych nr 281, 766 na odcinku Oleśnica–Łukanów–Krotoszyn–Jarocin–Września–Gniezno, które wygrała firma ZRK DOM z Poznania. W ramach prac ma zostać wykonany remont obiektów inżynieryjnych, wymiana nawierzchni torowej, rozjazdów, SRK i SSP,,.
W ramach odrębnych zadań zostanie wykonany remont peronów stacji Krotoszyn oraz przystanku osobowego Wolenice. Roboty wykona firma Gór-Tor ze Stupska,.

## Opis
- Kategoria linii: pierwszorzędna na odcinku Oleśnica – Gniezno, drugorzędna na odcinku Gniezno – Chojnice
- Klasa linii: C3, na odcinku 2,569 – 18,075 D3
- Liczba torów[33]:
  - jednotorowa na odcinkach:
    - -0,355 – 4,026
    - 18,084 – 94,350
    - 161,064 – 311,015

  - dwutorowa na odcinkach:
    - 4,026 – 18,084
    - 94,350 – 161,064
- Sposób wykorzystania: czynna, częściowo wstrzymany ruch pasażerski
- Elektryfikacja: częściowo zelektryfikowana (Oleśnica – Gniezno, 160,056 km)
- Szerokość toru: normalnotorowa
- Przeznaczenie linii: pasażersko-towarowa

| –0,355   | 3,800      | 60    | 60  | 60  |
| 3,800    | 7,970      | 120   | 120 | 60  |
| 7,970    | 8,370      | 100   | 100 | 60  |
| 8,370    | 16,976     | 120   | 120 | 60  |
| 16,976   | 18,075     | 120   | 120 | 80  |
| 18,075   | 40,908     | 120   | 120 | 80  |
| 40,908   | 42,050     | 120   | 120 | 80  |
| 42,050   | 53,000     | 120   | 120 | 80  |
| 53,000   | 54,900     | 120   | 120 | 80  |
| 54,900   | 55,893     | 120   | 120 | 80  |
| 55,893   | 56,920     | 120   | 120 | 80  |
| 56,920   | 60,708     | 120   | 120 | 80  |
| 60,553   | 63,660     | 120   | 120 | 80  |
| 63,660   | 63,890     | 40    | 40  | 40  |
| 63,890   | 64,932     | 60    | 60  | 50  |
| 64,932   | 88,800     | 120   | 120 | 80  |
| 88,800   | 92,175     | 120   | 120 | 80  |
| 92,175   | 92,592     | 80    | 80  | 80  |
| 92,592   | 95,330     | 90    | 90  | 80  |
| 95,330   | 99,900     | 120   | 120 | 80  |
| 99,900   | 111,984    | 120   | 120 | 80  |
| 111,984  | 122,491    | 120   | 120 | 80  |
| 122,491  | 127,000    | 120   | 120 | 80  |
| 127,000  | 129,800    | 120   | 120 | 80  |
| 129,800  | 136,600    | 60    | 60  | 60  |
| 136,600  | 139,800    | 120   | 120 | 80  |
| 139,800  | 159,600    | 120   | 120 | 80  |
| 159,600  | 160,990    | 60    | 60  | 60  |
| 160,990  | 164,369    | 60    | 60  | 60  |
| 164,369  | 212,319    | 40    | 40  | 40  |
| 212,319  | 217,103    | 20    | 20  | 20  |
| 217,103  | 223,203    | 80    | 80  | 60  |
| 223,203  | 257,000    | 20    | 20  | 20  |
| 257,000  | 265,306    | 20    | 20  | 20  |
| 265,306  | 270,309    | 80    | 80  | 60  |
| 270,306  | 276,400    | 20    | 20  | 20  |
| 276,400  | 283,000    | 20    | 20  | 20  |
| 283,000  | 288,800    | 20    | 20  | 20  |
| 288,800  | 293,950    | 20    | 20  | 20  |
| 293,950  | 297,900    | 20    | 20  | 20  |
| 297,900  | 311,015    | 60    | 60  | 60  |
| Km pocz. | Km końcowy | Tor 2 |     |     |
| 4,026    | 18,075     | 120   | 120 | 80  |
| 94,350   | 94,779     | 50    | 50  | 50  |
| 94,779   | 97,175     | 80    | 80  | 50  |
| 97,175   | 105,500    | 80    | 80  | 50  |
| 105,500  | 110,250    | 100   | 100 | 80  |
| 110,250  | 112,607    | 120   | 120 | 80  |
| 112,607  | 113,890    | 100   | 100 | 80  |
| 113,890  | 127,000    | 60    | 60  | 50  |
| 127,000  | 133,580    | 120   | 120 | 100 |
| 133,580  | 136,600    | 60    | 60  | 60  |
| 136,600  | 139,800    | 100   | 100 | 80  |
| 139,800  | 159,640    | 100   | 100 | 80  |
| 159,640  | 160,990    | 60    | 60  | 60  |
| 160,990  | 161,064    | 40    | 40  | 40  |

## Ruch pociągów
Jednym z ostatnich rozkładów jazdy, obsługiwanym na odcinku Gniezno - Jarocin i na odcinku Krotoszyn – Jarocin - Wrocław Główny przez ówczesne Przewozy Regionalne był rozkład 2011/2012 – codziennie kursowały 3-4 pary pociągów, w tym 1 para relacji Poznań – Krotoszyn – Poznań oraz pociąg Barycz Poznań - Wrocław - Poznań, a także 1 para pociągów Gniezno - Jarocin, która w rozkładzie 2012/2013 uległa zawieszeniu. W późniejszych latach oferta uległa odcinkowemu zwiększeniu z Jarocina do Krotoszyna. Natomiast  relację Jarocin – Gniezno) na stałe odwieszono dopiero w 2018 roku. Od 10 grudnia 2017 nastąpiła zmiana przewoźnika ze spółki Polregio na Koleje Wielkopolskie. Od 10 czerwca 2018 odcinek Jarocin – Krotoszyn został włączony do PKM. Od 2023 roku oferta została rozbudowana z 4 do 5 par pociągów w dni robocze i 3 par w dni świąteczne na odcinku Jarocin - Krotoszyn a od 2024 roku rozbudowano ofertę na odcinku Gniezno - Jarocin do 13 par pociągów w dni robocze i 6 par w dni świąteczne
Rozkład jazdy 2011/2012
| Stacja    | Odjazd | Czas postoju | Czas podróży |
| Krotoszyn | 16:01  | 0,5 min.     | -            |
| Wrocław   | 18:31  | -            | 2 h 30 minut |
| --------- | ------ | ------------ | ------------ |

| Stacja    | Odjazd | Czas postoju | Czas podróży  |
| Jarocin   | 15:10  | 0,5 min.     | -             |
| Krotoszyn | 15:56  | -            | 0 h 46 minuty |
| --------- | ------ | ------------ | ------------- |

| Stacja  | Odjazd | Czas postoju | Czas podróży |
| Jarocin | 05:30  | 0 min.       | -            |
| Gniezno | 07:15  | -            | 1 h 45 minut |
| ------- | ------ | ------------ | ------------ |

Rozkład jazdy 2024/2025
| Stacja    | Odjazd | Czas postoju | Czas podróży |
| Krotoszyn | 15:39  | 0,5 min.     | -            |
| Wrocław   | 17:00  | -            | 1 h 21 minut |
| --------- | ------ | ------------ | ------------ |

| Stacja    | Odjazd | Czas postoju | Czas podróży |
| Jarocin   | 15:23  | 6 min.       | -            |
| Krotoszyn | 15:53  | -            | 0 h 30 minut |
| --------- | ------ | ------------ | ------------ |

| Stacja  | Odjazd | Czas postoju | Czas podróży |
| Jarocin | 06:35  | 0 min.       | -            |
| Gniezno | 07:35  | -            | 1 h          |
| ------- | ------ | ------------ | ------------ |

Kursowanie sezonowego pociągu pospiesznego 65503 z Jeleniej Góry / Kudowy-Zdroju do Gdyni Głównej zawieszono od 13 grudnia 2009.
W grudniu 2013 z powodu dekapitalizacji linii ograniczono kursowanie pociągów pasażerskich spółki Przewozy Regionalne, funkcjonujących w relacji Krotoszyn – Wrocław, do jednego połączenia weekendowego (pociąg „Barycz”). Z dniem 11 grudnia 2016 pociągi zawieszono ze względu na niskie zainteresowanie pasażerów.
Z dniem 25 marca 2019, po wyremontowaniu linii kolejowej, przywrócono po kilkuletniej przerwie połączenia pasażerskie. Pociągi osobowe uruchamiają Koleje Dolnośląskie (6 razy w tygodniu w dni robocze i rzadziej w weekendy) w ramach linii D7 Krotoszyn – Jelcz-Laskowice przez Oleśnicę i Wrocław Główny. Z dniem 13 grudnia 2020 roku wydłużono kursowanie 2 par pociągów spółki Koleje Wielkopolskie do stacji Milicz, gdzie oczekują na skomunikowanie z pociągami spółki Koleje Dolnośląskie. Od 2024 zlikwidowano połączenie spółki Koleje Wielkopolskie do Milicza, zwiększając tym samym ofertę Kolei Dolnośląskich na odcinku Milicz - Krotoszyn do 7 par pociągów.